# إيلين سوليفان
إيلين سوليفان (بالإنجليزية: Eileen Sullivan)‏ هي كاتِبة أمريكية، ولدت في 1977 في الإسكندرية في الولايات المتحدة.